# نیزوا
کوه نیزوا نام یکی از قله‌های معروف کوه‌های البرز، واقع در شهرستان مهدیشهر و روستای چاشم است. این قله با ارتفاع ۳۸۱۰ متر دومین قله مرتفع استان سمنان پس از قله شاه‌وار شاهرود است.
در یک نقشه قدیمی انگلیسی این کوه را دومین قله مرتفع ایران و بلندتر از علم‌کوه ثبت کرده بودند حال آنکه این کوه سومین قله مرتفع البرز شرقی می‌باشد. اعظمی سنگسری نام قدیم این کوه را امیدوارکوه مازندران ذکر نموده است.

## موقعیت جغرافیایی
این روستا از جنوب با دریشو، از شرق اورپلنگ و سیاه‌خانی، از شمال با هیکو و از غرب با چاشم همسایه است.

## تاریخچه
اعظمی سنگسری نام قدیم این کوه را «امیدوارکوه مازندران» ذکر کرده است. انگلیسی‌ها در قدیم به اشتباه تصور می‌کردند این کوه از علم‌کوه مازندران نیز مرتفع‌تر است.

## وجه نام‌گذاری
نیزوا در زبان مازندرانی متشکل از نی+ز+وا است و البته برخی معتقدند از نیزه+وا تشکیل شده است که به شدت وزش باد اشاره دارد.

## پوشش گیاهی و جانوری
پوشش گیاهی منطقه شامل انواع گون، ارس و انواع گرامینه می‌باشد و از جانوران این منطقه می‌توان به گرگ، شغال، مار، موش صحرایی، خرس، پلنگ، گراز و … اشاره کرد.